# Iwan Nikolajewitsch Kuilakow
Iwan Nikolajewitsch Kuilakow (russisch Иван Николаевич Куйлаков; * 22. Februar 1986) ist ein russischer Ringer. Er wurde 2013 Vize-Weltmeister und Vize-Europameister im griechisch-römischen Stil, jeweils im Federgewicht.

## Werdegang
Iwan Kuilakow wuchs in Perwomajez aus und begann dort als Jugendlicher im Jahre 1998 mit dem Ringen. Zwischenzeitlich gehört er einem Ringerclub in Twer in der Region Nowosibirsk an. Er konzentriert sich voll auf den griechisch-römischen Stil. Ringen ist zurzeit auch sein Beruf. Trainiert wurde bzw. wird er bisher hauptsächlich von Andrei Lissiza und Wladimir Butoren.
Er war schon als Junior erfolgreich und wurde in den Jahren 2005 und 2006 russischer Juniorenmeister im Federgewicht, der Gewichtsklasse, in der er auch heute noch startet. 2005 begann auch seine internationale Karriere, denn er belegte bei der Junioren-Europameisterschaft (U 20) in Wrocław hinter Atacan Yüksel aus der Türkei und vor Emil Milew, Bulgarien und Davor Štefanek, Serbien, den 2. Platz. Bei der Junioren-Europameisterschaft 2006 in Szombathely/Ungarn konnte er diesen Erfolg nicht ganz wiederholen, denn er erreichte dort den 5. Platz.
Nach seiner Juniorenzeit benötigte Iwan Kuilakow einige Jahre, um sich auch bei den Senioren in der russischen und in der Weltspitze seiner Gewichtsklasse zu etablieren. 2010 gewann er erstmals eine Medaille bei der russischen Meisterschaft der Senioren. Er belegte dabei hinter Rustam Chatschbarow und Wjatscheslaw Dschaste den 3. Platz. Diesen Platz erreichte er auch bei den russischen Meisterschaften 2011 und 2012, 2011 hinter Saur Kuramagomedow und Wjatscheslaw Dschaste und 2012 hinter Saur Kuramagomedow und Ibragim Labasanow. Durch diese Platzierung hatte er keine Chance, für den russischen Ringerverband für die Olympischen Spiele 2012 in London nominiert zu werden.
2013 wurde Iwan Kuilakow dann erstmals russischer Meister im Federgewicht vor Ibragim Labasanow, Mingijan Semjonow und Achmed Gadschimuradow. Damit hatte er das Anrecht erworben, bei den internationalen Meisterschaften dieses Jahres eingesetzt zu werden. Schon bei der Europameisterschaft 2013 in Tiflis rechtfertigte er dieses Vertrauen, auch wenn er den Titel nicht gewann. Er besiegte in Tiflis Istvan Levai aus der Slowakei, Alexander Mikalejan aus Armenien, Rewas Laschchi, Georgien und Lanur Temirow, Usbekistan, verlor aber im Finale gegen Iwo Angelow aus Bulgarien nach Punkten (0:2 Runden, 0:3 Punkte). Im Juli 2013 siegte er bei der Universiade in Kasan vor Kamran Mammadow, Aserbaidschan und Almat Kebispajew, Kasachstan. Auch bei der Weltmeisterschaft 2013 in Budapest war er in sehr guter Form. Er besiegte dort Alexander Mikaeljan, Dimitri Zumbalijuk, Ukraine, Eslmurat Tasmuradow, Usbekistan, Kazuma Kuramoto, Japan und Almat Kebispajew, ehe er im Finale wie schon bei der Europameisterschaft gegen Iwo Angelow zu verlieren. Dieses Mal aber sehr knapp, nämlich mit 1:2 Runden und 2:3 Punkten. Er wurde 2013 also Vize-Welt- und Vize-Europameister.

## Internationale Erfolge
| Jahr | Platz | Wettbewerb                                         | Gewichtsklasse | Ergebnisse |
| 2005 | 2.    | Junioren-Europameisterschaft (U 20) in Wrocław     | Feder          | hinter Atacan Yüksel, Türkei, vor Emil Milew, Bulgarien und Davor Stefanek, Serbien |
| 2005 | 2.    | Haparanda-Cup                                      | Feder          | hinter Suren Heworkjan, Ukraine, vor Ruslan Israfilow, Ukraine und Rjataro Matsumondo, Japan                                                                                               |
| 2006 | 5.    | Junioren-Europameisterschaft (U 20) in Szombathely | Feder          | Sieger: Söner Sucu, Türkei vor Balint Korpasi, Ungarn |
| 2007 | 5.    | Dan Kolow & Nikola Petrow-Memorial in Sofia        | Feder          | hinter Davor Stefanek, Emil Milew, Wjatscheslaw Dschaste, Russland und Söner Sucu |
| 2009 | 1.    | „Iwan-Poddubny“-Memorial in Rjasan                 | Feder          | vor Marat Schokarjow und Juri Denissow, beide Russland |
| 2011 | 1.    | „Iwan-Poddubny“-Memorial in Tjumen                 | Feder          | vor Aslan Abdullin, Saur Kuramagomedow und Maxim Mordowin, alle Russland |
| 2011 | 6.    | Welt-Cup in Minsk                                  | Feder          | Sieger: Jung Ji-hyun, Südkorea vor Almat Kebispajew, Kasachstan |
| 2011 | 1.    | Vantaan-Painicup in Vantaa/Finnland                | Feder          | vor Ildus Jamukow, Russland, Matti Kenttunen, Finnland und Ibragim Labasanow, Russland |
| 2012 | 8.    | Präsidenten-Cup von Kasachstan in Astana           | Feder          | Sieger: Woo Seung-jae, Südkorea |
| 2013 | 2.    | „Iwan-Poddubny“-Memorial in Tjumen                 | Feder          | hinter Rustam Chachbarow, Russland, vor Yerbol Kalabajew, Weißrussland und Nasir Mankijew, Russland                                                                                        |
| 2013 | 2.    | EM in Tiflis                                       | Feder          | nach Siegen über Istvan Levai, Slowakei, Alexander Mikaeljan, Armenien, Rewas Laschchi, Georgien und Lenur Temirow, Ukraine und einer Niederlage gegen Iwo Angelow, Bulgarien              |
| 2013 | 1.    | Universiade in Kasan                               | Feder          | vor Kamran Mammadow, Aserbaidschan, Almat Kebispajew und Tornike Turkischwili, Georgien |
| 2013 | 2.    | WM in Budapest                                     | Feder          | nach Siegen über Alexander Mikaeljan, Dimitri Zumbalijuk, Ukraine, Elmurat Tasmuradow, Usbekistan, Kazuma Kuramoto, Japan und Almat Kebispajew und einer Niederlage gegen Iwo Angelow      |
| 2013 | 2.    | Copa Brasil in Rio de Janeiro                      | Leicht         | hinter Islambek Albijew, Russland, vor Milton Gualpa, Ekuador und Alexei Chungunow, Russland                                                                                               |
| 2014 | 1.    | „Iwan-Poddubny“-Memorial in Tjumen                 | bis 59 kg      | vor Semjon Semjonow, Russland, Alexander Kostadinow, Bulgarien und Elmurat Tasmuradow, Usbekistan                                                                                          |
| 2014 | 3.    | EM in Vantaa                                       | bis 59 kg      | nach Siegen über Stig Andre Berge, Norwegen und Ewgeni Miagki, Ukraine, einer Niederlage gegen Alexander Kostadinow und Siegen über Janni Haapamäki, Finnland und Kristijan Friis, Serbien |
| 2014 | 2.    | „Wladyslaw-Pytlasinski“-Memorial in Danzig         | bis 59 kg      | hinter Iwo Angelow und vor Dawid Ersetic, Polen und Soslan Daurow, Weißrussland |
| 2015 | 5.    | Militär-Weltspiele in Mungyeong                    | bis 59 kg      | |
| 2016 | 5.    | „Iwan-Poddubny“-Memorial in Tjumen                 | bis 59 kg      | hinter Ibragim Labasanow, Russland, Elmurat Tasmuradow, Stepan Marjanjan und Mingijan Semjonow, beide Russland                                                                             |

## Russische Meisterschaften
| Jahr | Platz | Gewichtsklasse | Ergebnisse                                                                           |
| 2010 | 3.    | Feder          | hinter Rustam Chachbarow und Wjatscheslaw Dschaste, gemeinsam mit Saur Kuramagomedow |
| 2011 | 3.    | Feder          | hinter Saur Kuramagomedow und Wjatscheslaw Dschaste, gemeinsam mit Maxim Karpow      |
| 2012 | 3.    | Feder          | hinter Saur Kuramagomedow und Ibragim Labasanow, gemeinsam mit Aslan Abdullin        |
| 2013 | 1.    | Feder          | vor Ibragim Labasanow, Mingijan Semjonow und Achmed Gadschimuradow                   |

Erläuterungen
- alle Wettkämpfe im griechisch-römischen Stil
- WM = Weltmeisterschaft, EM = Europameisterschaft
- Federgewicht, bis 60 kg, Leichtgewicht, bis 66 kg Körpergewicht; seit 1. Januar 2014 gilt eine neue Gewichtsklasseneinteilung, weshalb die traditionellen Namen nicht mehr angewandt werden können